# اکسابل، گالباشی
اکسابل، گالباشی (به لاتین: Akçabel, Gölbaşı) یک منطقهٔ مسکونی در ترکیه است که در استان آدیامان واقع شده‌است.